# Penalosa
Penalosa és una població dels Estats Units a l'estat de Kansas. Segons el cens del 2000 tenia 27 habitants.

## Demografia
Segons el cens del 2000, Penalosa tenia 27 habitants, 12 habitatges, i 8 famílies. La densitat de població era de 148,9 habitants/km².
Dels 12 habitatges en un 8,3% hi vivien nens de menys de 18 anys, en un 58,3% hi vivien parelles casades, en un 0% dones solteres, i en un 33,3% no eren unitats familiars. En el 25% dels habitatges hi vivien persones soles el 8,3% de les quals corresponia a persones de 65 anys o més que vivien soles. El nombre mitjà de persones vivint en cada habitatge era de 2,25 i el nombre mitjà de persones que vivien en cada família era de 2,75.
Per edats la població es repartia de la següent manera: un 22,2% tenia menys de 18 anys, un 0% entre 18 i 24, un 14,8% entre 25 i 44, un 25,9% de 45 a 60 i un 37% 65 anys o més.
L'edat mediana era de 58 anys. Per cada 100 dones de 18 o més anys hi havia 133,3 homes.
La renda mediana per habitatge era de 25.000 $ i la renda mediana per família de 66.250 $. Els homes tenien una renda mediana de 21.250 $ mentre que les dones 41.250 $. La renda per capita de la població era de 20.331 $. Entorn del 20% de les famílies i l'11,4% de la població estaven per davall del llindar de pobresa.

## Poblacions properes
El següent diagrama mostra les poblacions més properes.